# Farhad
Farhad (persa:فرهاد) es una aldea en Rivand, en el Distrito Central del condado de Nishapur, provincia de Jorasán Razaví, Irán.
1954 el Aldea tenía 132 habitantes; En el censo de 2006 era deshabitada.